# Bettwil
Bettwil é uma comuna da Suíça, no Cantão Argóvia, com cerca de 546 habitantes. Estende-se por uma área de 4,25 km², de densidade populacional de 128 hab/km². Confina com as seguintes comunas: Boswil, Buttwil, Fahrwangen, Kallern, Sarmenstorf, Schongau (LU).
A língua oficial nesta comuna é o Alemão.